# Hjärna
Hjärnan är det organ som styr nervsystemet. Hjärnan och ryggmärgen utgör tillsammans det centrala nervsystemet. Den funktionella delen av hjärnan benämns hjärnparenkym, vilket omfattar nervceller och gliaceller. Hjärnan kontrollerar och koordinerar kroppsfunktioner som hjärtat, blodtryck, vätskebalans och kroppstemperatur och mentala funktioner som intellekt, känslor, minne och inlärning.
Hos de flesta arter är hjärnan placerad i djurets främre del och hos ryggradsdjuren skyddas den av kraniet. Hos mindre ryggradslösa djur talar man hellre om centralt ganglion, eftersom funktionen är relativt enkel. En vuxen människas hjärna innehåller ungefär 85 miljarder nervceller, samt ungefär lika många stödjeceller och väger omkring 1,0–1,5 kilogram.
Hjärnan studeras på neuronnivå inom neurovetenskapen och på representationsnivå av kognitionsvetenskapen. Hjärnan är inte färdigutvecklad förrän vid åldern 25–30 år och det är pannloben som mognar sist.

## Etymologi
Ordet hjärna har utvecklats från fornsvenska hiärne; det moderna ordet som slutar på bokstaven a var förr en särskild böjningsform av det äldre ordet. Ordet hjärna är besläktat med hjässa och liknar sina motsvarigheter i andra nordgermanska språk samt tyska. I grekiska är det bland annat besläktat med κρανίον, som givit upphov till kranium och i latin är det besläktat med cerebrum, som också där betyder "hjärna". I moderna sammanhang är dock cerebrum den anatomiska benämningen på storhjärnan, som bara är en del av hela hjärnan.
Den anatomiska benämningen på hjärnan i sin helhet är encefalon, som kommer från det grekiska ordet för hjärna: ἐνκέφαλον, som är en sammansättning av ἐν-, som betyder "inuti", och κεφαλή, "huvud". Engelska benämningen är encephalon som används i sammansättningar nedan.

## Celler
Cellerna i hjärnan kan delas upp i två huvudgrupper: nervceller (neuron) och stödjeceller (glia). Dessa huvudgrupper kan i sin tur delas upp i många undergrupper. Det är nervcellerna som skickar information mellan olika delar av nervsystemet, och i människohjärnan kan det finnas så många som hundra miljarder celler av detta slag och lika många stödceller. I äldre forskning trodde man baserat på uppskattningar att det skulle finnas betydligt fler gliaceller (nära en biljon). Detta har i ny forskning motbevisats; antalet gliaceller är ungefär lika stort som antalet nervceller (ungefär 85 miljarder). Gliacellernas funktion är inte helt klarlagd, men de tycks mest stå för isolering av axon, stöd för och näring av nervcellerna.

### Nervceller
Gemensamt för nervcellerna är att de består av följande tre delar: cellkropp (soma, perikaryon), axon och dendriter. Cellkroppen är en sfärliknande struktur, vilken innehåller cellkärnan samt organeller som endoplasmatiska nätverket (ER), golgiapparaten och mitokondrier. Den innehåller alltså sådant som förekommer i de flesta av kroppens celler. Dendriterna och axonen är mer unika för nervceller. De är utskott ifrån cellkärnan och kallas med ett gemensamt namn för neuriter. Axonen utgör den så kallade vita hjärnsubstansen medan cellkropparna utgör den grå. Genom neuriterna löper också cellskelettets fibrer, som är viktiga för axoplasmatransporten. Cellskelettfibrerna fungerar som "räls" för kinesin, som transporterar proteiner, till exempel, från endoplasmatiska nätverket i cellkroppen. Förändringar av proteinet tau som är en beståndsdel av cellskelettet tros orsaka Alzheimers sjukdom.
Axon och dendriter skiljer sig på flera sätt. Axoner är ofta långa för att kunna transportera information (medelst elektriska signaler) över långa sträckor, medan dendriterna, vars funktion huvudsakligen är att ta emot signaler från andra nervceller, är korta. Axoner är ofta förgrenade men inte alls i lika hög grad som dendriterna, där man talar om dendritträd; ordet dendrit kommer också från grekiskans δένδρον, déndron, som betyder just träd. På dendriterna finns så kallade dendrittaggar (onormala dendrittaggar har kopplats till utvecklingsstörning, som ett exempel på deras funktion) medan det på axonet förekommer så kallade nervterminaler (svullnader som ofta finns i ändarna men det måste inte vara så) som innehåller mitokondrier och synapsvesiklar. Nervterminalerna på ett axon bildar synapser med en dendritgren (eller mer sällan cellkroppen eller axonet) på en annan nervcell. Synapsen utgörs av nervterminalen på axonet, det postsynaptiska membranet (på vanligen dendritgrenen) och det lilla mellanrummet, som kallas synapsklyftan. Här överförs information från en nervcell till en annan med hjälp av signalerande molekyler, neurotransmittorer, som finns lagrade i synapsvesiklarna och som sedan skickas ut i synapsklyftan och tas upp av receptorer i det postsynaptiska membranet.

### Gliaceller

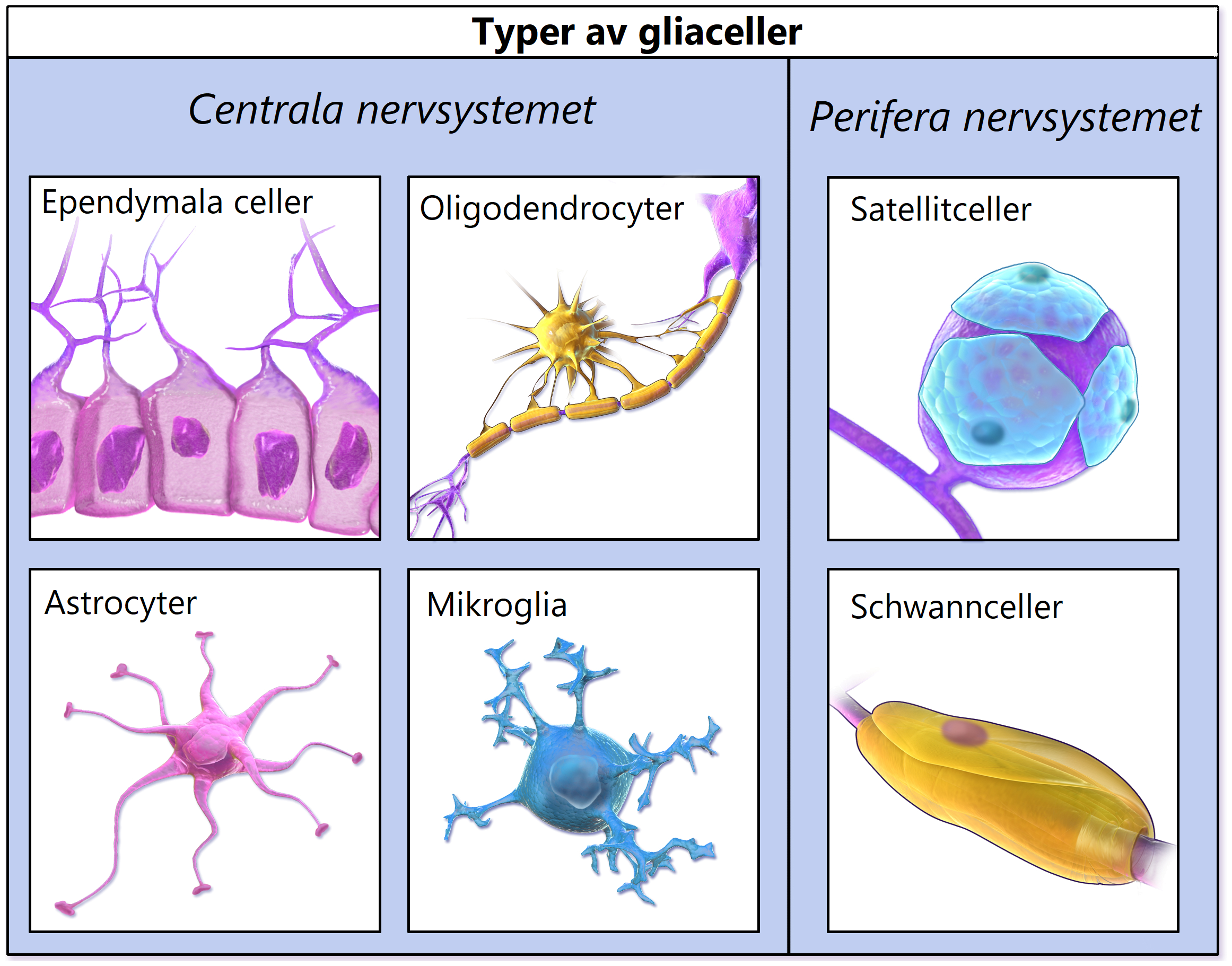
Olika typer av gliaceller.

Kunskapen är mer begränsad om gliaceller än nervcellerna, men de tycks vara till för att stödja nervcellerna på flera olika sätt. Ordet kommer från grekiskans γλία, glía, som betyder lim. En välförstådd funktion hos gliaceller är att bilda myelinskidor kring nervcellernas axon.
- Oligodendrocyter i centrala nervsystemet (och Schwannceller i perifera nervsystemet) bildar myelin runt nervcellernas axon. Myelin fungerar som plasten kring en elkabel och isolerar axonet, varmed de elektriska signalerna skickas snabbare. Varje oligodendrocyt kan myelinisera flera axon medan varje Schwanncell i perifera nervsystemet endast myelinerar ett axon. Mellan myelinskidorna sker aktionspotentialer. Mellanrummen kallas ranviernoder.
- Astrocyter fyller tomrummen mellan nervcellerna och reglerar den kemiska sammansättningen av den extracellulära vätskan. Astrocyter är retbara och står i kontakt med nervceller och synapser. Tillsammans med ependymceller bildar astrocyter blod-hjärnbarriären.
- Ependymceller beklär ventrikelsystemet i hjärnan och deltar i produktionen av cerebrospinalvätska.
- Mikroglia är makrofager och har som uppgift att fagocytera invaderande ämnen, såsom bakterier och virus.

## Anatomi

Riktningsangivelser på människohjärnan

Hjärnan är ett av de anatomiskt mer komplicerade organen i den mänskliga kroppen. Man brukar dela in den i olika delar utifrån främst anatomi och embryologiskt ursprung. Hos alla ryggradsdjur utvecklas hjärnan ur tre embryonala blåsor: framhjärnan, mitthjärnan och bakhjärnan. Framhjärnan är det som hos människan blir storhjärnan (telencephalon) och mellanhjärnan (diencephalon). Mitthjärnan ger bara upphov till mitthjärnan (mesencephalon). Bakhjärnan blir hjärnbryggan (pons), lillhjärnan (cerebellum) och förlängda märgen (medulla oblongata). Mitthjärnan, hjärnbryggan och förlängda märgen kallas tillsammans för hjärnstammen.

### Storhjärnan
Storhjärnan delas i två hjärnhalvor (hemisfärer) av en djup mittfåra, fissura longitudinalis cerebri. Storhjärnan delas vidare in i lober. Antalet lober varierar beroende på vem man frågar. De som alltid kommer med är dock parietallob, frontallob, temporallob och occipitallob. Storhjärnans yta domineras av fåror och vindlingar, dessa möjliggör en större yta på hjärnan vilket leder till en större funktionell yta. Man kan med hjälp av dessa också orientera sig och ungefärligt kunna identifiera de olika loberna. Storhjärnans yta utgörs av hjärnbarken som är involverad i flera komplexa funktioner.
Centralt i storhjärnan ligger den del som kallas mellanhjärnan. Den har samma embryonala ursprung som storhjärnan, men är äldre rent evolutionärt. Här ligger talamus och hypotalamus. Under hypotalamus ligger hypofysen, vars bakre del främst består av axonutskott från hypotalamus och vars främre del är av körtelstruktur.

### Cerebellum
Lillhjärnan, cerebellum, sköter koordination av kroppens muskler – en viktig del av lillhjärnans uppgifter är att koordinera rörelser som upprätthåller balans. Den delas, precis som storhjärnan, in i två hemisfärer. Den har även en del mellan hemisfärerna som kallas vermis eller centrala loben.

### Hjärnstammen
Hjärnstammen utgörs av mitthjärnan, hjärnbryggan och förlängda märgen; ibland inräknas även mellanhjärnan, som utvecklas ur framhjärnan. Funktionellt så ansvarar hjärnstammen för flera funktioner som det medvetna inte styr, till exempel vakenhet, andning och hjärtrytm. Viktiga nerver till ansikte, svalg, ögon och öron har sitt ursprung i hjärnstammen. Den fungerar även som en väg för nervceller från storhjärnan vidare till ryggmärgen.

### Hjärnans blodförsörjning

Willis cirkel.

Hjärnans blodförsörjning har två ursprung: arteria carotis interna och arteria vertebralis. A. vertebralis, kotartären, löper på båda sidor längs ryggmärgen och går sedan ihop för att bilda arteria basilaris precis innanför kraniet. Från a. basilaris avgår kärl som försörjer hjärnstammen och lillhjärnan. Både a. basilaris och a. carotis interna bildar det som kallas Willis cirkel, och härifrån avgår de kärl som försörjer storhjärnan.
Nervcellerna har dock ingen direktkontakt med blodbanan på grund av blod-hjärnbarriären, som filtrerar vad som når nervcellerna från blodet.

### Hjärnans hålrum
Hjärnan innehåller hålrum, så kallade ventriklar. De är fyra till antalet och bildar ett system som är vätskefyllt. Vätskan, som kallas cerebrospinalvätska, bildas centralt i hjärnan och cirkulerar sedan till hjärnans yta och till ryggmärgen. Vätskan hjälper till att reglera trycket, skyddar hjärnan från skada och transporterar bort slaggprodukter från hjärnan.

## Funktion
Hjärnan utövar sin kontroll över kroppen genom elektriska nervimpulser, kemiska hormonsignaler och genom att kontrollera blodomloppet. Modern forskning visar att hjärnan genomgår stora förändringar från födseln fram till 25-30 år.

### Kognitiva nivåer
Begreppet reptilhjärnan åsyftar de delar av hjärnan som registrerar de instinkter (drifter), som kan sammanfattas med de fyra F-en: Födointag, Flykt, Försvar och Fortplantning. Mycket förenklat kan man säga att reptilhjärnan tar över när storhjärnan fungerar sämre, exempelvis vid alkoholförtäring eller vid akut stress som extrem hunger och rädsla. Reptilhjärnan motsvarar hjärnstammen, mellanhjärnan och de evolutionärt äldsta delarna av storhjärnan. 
En annan modell som förenklar detta kallas "treenig hjärna" och delar in hjärnan i tre delar: reptilhjärnan, det limbiska systemet och neocortex.

### Hjärnhalvornas olika förmågor
Alla delar av hjärnan används hela tiden. De allra flesta funktioner och processer finns representerade på båda sidor av hjärnan. Däremot finns det vissa funktioner som är lokaliserade främst till den ena av de två hjärnhalvorna. Vänster hjärnhalva innehåller språkfunktioner som tal och skrift. Brocas område, som kopplas till produktion av tal, och Wernickes område, som kopplas till förståelse av talat språk, ligger båda på vänster hjärnhalva. Inom populärpsykologin har en uppdelning av hjärnhalvornas funktioner förenklats och överdrivits som mer exakt avgränsade än den faktiskt är. Det förekommer neuromyter såsom att människor är antingen "högerhjärniga" eller "vänsterhjärniga", där högerhjärniga personer skulle vara mer kreativa och vänsterhjärniga mer logiska. Detta är en förenklad och felaktig beskrivning av hjärnans funktioner. Forskning visar att båda hjärnhalvorna arbetar tillsammans och kompletterar varandra i de flesta kognitiva processer.
De bägge halvorna kommunicerar och samordnar sig via hjärnbalken, men i speciella försök kan deltagare med talet (vänster hjärnhalva) svara på ett sätt men med en pekning (höger hjärnhalva) ge ett annat svar. Visar man olika bilder att para ihop kan vänster hjärnhalva para ihop en prinsesstårta med en sked medan höger hjärnhalva av formskäl hellre parar ihop tårtan med ett plommonstop.

### Minnesfunktioner i hjärnan
Det är tack vare alla nervcellers kopplingar som hjärnan kan lagra och plocka fram information, med andra ord minnen. Forskarna tror att minnet är utspritt över hela hjärnan och att olika minnen skapas genom nervcellernas kopplingar, synapserna, förändras genom en process som benämns minneskonsolidering och som huvudsakligen sker i mellanhjärnan (diencephalon). En viss konsensus råder dock kring den generella fysiska placeringen av minnen i hjärnan, så kallade engrammer.
- Arbetsminne, spatialt minne - hippocampus.
- Deklarativt minne - temporalloben.
- Proceduralt minne - lillhjärnan och striatum.
- Konsolidering - diencephalon.
- Emotionellt minne - amygdala.

Människor har flera olika sorters minnen. Vi har ett korttidsminne där vi lagrar sånt som vi för tillfället tänker på. Sedan har vi ett långtidsminne som lagrar personliga händelser, exempelvis vem man gick på bio med för en tid sedan. Även vårt språk och andra saker vi lärt oss lagras här.

### Koma och hjärndöd
Vid olika former av fysiska skador (trauman) kan skador på hjärnan göra att personen hamnar i koma, det vill säga långvarig medvetslöshet. Beroende på hur mycket personen märker av sin omgivning skiljer man mellan permanent vegetativt tillstånd och minimalt medvetandetillstånd. Vid svårare hjärnskada inträffar hjärndöd, vilket innebär att hjärnans blodtillförsel helt har upphört. Vid hjärndöd kan rent kroppsliga funktioner uppehållas, till exempel för att förlänga tiden för organdonation.
I vissa fall kan hjärnskadade vakna upp efter långvarig medvetslöshet, ett exempel är Juliana Ramos som är kanske är mest känd genom fästmannens Chris Medinas medverkan i Amerikanska Idol 2011. Det finns också flera fall rapporterade då dödförklarade personer vaknat upp, till exempel Lydia Paillard. Sådana händelser kan få konsekvenser för donationsetiken och det är därför viktigt att diagnostiken av hjärndöd görs noggrant enligt gällande riktlinjer.

## Hjärnforskningens historia
Historien om hjärnans utforskning är relativt ung. Vissa antika tänkare som Aristoteles trodde att människans mentala aktiviteter skedde i hjärtat. Den ledande antike anatomen Galenos insåg dock hjärnans betydelse, och gav bland annat kranialnerverna den numrering som ännu idag används. Först under renässansen började hjärnans anatomi att systematiskt utforskas på ett vetenskapligt sätt.
Inom olika kulturer har trepanation (borra ett hål genom skallbenet) förekommit ända sedan stenåldern. Sannolikt ville man då släppa ut onda andar, men det är möjligt att även ett rent medicinskt syfte förekom, som att få bort koagulerat blod efter ett trauma, samt att ta bort så kallad hjärnmask vilket är en tidigt av gamla greker upptäckt främst bland fåraherdar parasitsal sjukdom.
I det gamla Egypten kastade man bort hjärnan innan man mumifierade kroppen. Detta beror antagligen på att den är särdeles svår att mumifiera eftersom den innehåller så mycket fett. Ett av egyptiernas vanligaste sätt att avlägsna hjärnan (utan att förstöra kraniet) var att ta en lång pinne och stoppa in den i en av näsgångarna för att sedan veva om tills hjärnan blev som vätska. När detta hänt vinklade de kraniet så att "hjärnvätskan" rann ut.[källa behövs]